# Miltiades Gouskos
Miltiades Gouskos (græsk: Μιλτιάδης Γούσκος; født 1877 eller 1874 i Zakynthos, død 1904 i Britisk Indien) var en græsk atlet, som deltog i de første moderne olympiske lege 1896 i Athen.
Gouskos deltog i kuglestød ved OL 1896. Femten mænd var tilmeldt i konkurrencen, men blot syv stillede til start. Bedst var amerikaneren Robert Garrett med et stød på 11,22 meter, mens Gouskos stødte 11,03 meter og blev nummer to foran landsmanden Georgios Papasideris med 10,36 meter.